# ریگینز (آیداهو)
ریگینز(به انگلیسی: Riggins) شهری در شهرستان آیداهو ایالت آیداهو است که جمعیت آن در سرشماری سال ۲۰۱۰ میلادی ۴۱۹ نفر بوده است.